# WorldView-1
WorldView-1は、デジタルグローブ社が所有する商用地球観測衛星。商用の画像衛星としては、世界で初めて地上解像度50cmの性能を有した。
ボール・エアロスペース&テクノロジーズ社によってクイックバードの後継機として製作され、2007年9月18日に打ち上げられた。
WorldView-1は衛星直下でパンクロマチック解像度50cm、観測幅17.7kmの性能を持ち、同一目標の再訪日数は平均1.7日。1日に75万km2の撮影が可能である。口径60cmの望遠鏡を集光部にもつプッシュブルーム式の光学センサーはITTコーポレーション宇宙システム事業部によって製作された。
アメリカ国家地理空間情報局(NGA)からの融資を一部受けており、このためWorldView-1によって撮影された衛星画像のいくつは一般には公開されない。 
2014年8月13日には、WorldView-3を載せたアトラスVロケットの打ち上げ・上昇の様子をWorldView-1で撮影することに成功し、驚異的とも言える連続写真が公開された。